# Lenka Graf
Lenka Graf (* 14. února 1975 Ústí nad Labem) je česká sopranistka, mecenáška a patronka Nadačního fondu Energie pomáhá. Je manželkou podnikatele Aleše Grafa. Stejně jako on se narodila v Ústí nad Labem.

## Životopis
Již od 6 let se intenzivně věnovala hře na klavír a sborovému zpěvu, později vystudovala ústeckou Pedagogickou fakultu Univerzity Jana Evangelisty Purkyně, obor učitelství českého jazyka a hudební výchovy, a postgraduálně Hudební a taneční fakultu Akademie múzických umění v Praze.
Na přelomu tisíciletí nastoupila do základní umělecké školy, kde pracovala jako učitelka. V dalších letech začala podnikat. Vlastnila několik módních butiků v pražských obchodních centrech, které v roce 2008 prodala, neboť se s rodinou odstěhovala do Spojených států amerických, kde si nadále prohlubovala své hudební vzdělání.

## Dobročinnost
Ve Spojených státech amerických se zapojila do života místní komunity a některé její prvky se rozhodla přenést do Česka. Spolupracuje s českými nadacemi, uspořádala charitativní akce, které byly propojené s její hudební profesí. Do Ústí nad Labem na benefiční akce pozvala řadu pěveckých osobností, mezi nimi Štefana Margitu, Josefa Vojtka, Evu Urbanovou, Jaroslava Svěceného (kmotr debutového alba Láska věčná), Lenku Filipovou, Daniela Hůlku a další.
V polovině roku 2017 spolu s manželem založili Nadační fond Energie pomáhá, který svou činnost odstartoval projektem Skákejme pro zdravé srdce.
S manželem Alešem Grafem mají dvě děti, Karolínu a Adama. Žijí střídavě v Čechách a na Floridě.

## Diskografie
- CD Vánoční poselství (2018)
- CD Láska věčná (2017)